# Sybille Bammer
Sybille Bammer (Linz, Àustria, 27 d'abril de 1980) és una exjugadora de tennis professional austríaca. Amida 1.74 metres i pesa 63 quilograms. Professional des de 1997, el seu major rànquing en categoria individual l'aconseguí el 17 de febrer de 2007, quan arribà al lloc 19 del rànquing WTA.
Fou mare a l'edat de 21 anys i passat el període de maternitat va tornar al circuit WTA. Amb el seu títol a Pattaya l'any 2007 va esdevenir la primera mare en guanyar un títol individual des del 1989 quan ho va fer Laura Arraya.

## Palmarès: 2 (2−0)

### Individual: 2 (2−0)
| Abans de 2009                | Després de 2009         |
| ---------------------------- | ----------------------- |
| Grand Slam (0−0)             |                         |
| WTA Tour Championships (0−0) |                         |
| Tier I (0−0)                 | Premier Mandatory (0−0) |
| Tier II (0−0)                | Premier 5 (0−0)         |
| Tier III (0−0)               | Premier (0−0)           |
| Tier IV i V (1−0)            | International (1−0)     |

| Títols per superfície |
| --------------------- |
| Dura (1−0)            |
| Gespa (0−0)           |
| Terra batuda (1−0)    |

| Resultat   | Núm. | Data                 | Torneig                | Superfície   | Oponent en la final | Marcador      |
| ---------- | ---- | -------------------- | ---------------------- | ------------ | ------------------- | ------------- |
| Guanyadora | 1.   | 5 de febrer de 2007  | Pattaya, Tailàndia     | Dura         | Gisela Dulko        | 7−5, 3−6, 7−5 |
| Guanyadora | 2.   | 13 de juliol de 2009 | Praga, República Txeca | Terra batuda | Francesca Schiavone | 7−6(4), 6−2   |

## Trajectòria

### Individual
| Open d'Austràlia | A           | 3R          | 1R          | 2R | 1R          | 2R          | 1R          | 0 / 6 | 4 – 6 |
| Roland Garros | A           | 1R          | 4R          | 1R | 2R          | 2R          | 1R          | 0 / 6 | 5 – 6 |
| Wimbledon | A           | 3R          | 2R          | 2R | 1R          | 1R          | 1R          | 0 / 6 | 4 – 6 |
| US Open | 1R          | 2R          | 4R          | QF | 1R          | 2R          | A           | 0 / 6 | 9 – 6 |
| Jocs Olímpics | No celebrat | No celebrat | No celebrat | QF | No celebrat | No celebrat | No celebrat | 0 / 1 | 3 – 1 |
| Rànquing a final d'any | 79          | 53          | 21          | 26 | 55          | 70          | –           |       |       |
| Llegenda: G: Guanyadora; F: Finalista; SF: Semifinalista; QF: Quarts de final; Q: Qualificació; A: Absent; RR: Round Robin; |             |             |             |    |             |             |             |       |       |